# São Miguel da Baixa Grande
São Miguel da Baixa Grande es un municipio brasileño del estado del Piauí. Se localiza a una latitud 05º51'52" sur y a una longitud 42º11'10" oeste, estando a una altitud de 160 metros. Su población estimada en 2004 era de 2 054 habitantes.
Posee un área de 205,61 km².